# Eribolus nana
Eribolus nana är en tvåvingeart som först beskrevs av Zetterstedt 1838.  Eribolus nana ingår i släktet Eribolus och familjen fritflugor. Arten är reproducerande i Sverige. Inga underarter finns listade i Catalogue of Life.